# 城北區 (鄰水縣)
城北區是四川省鄰水縣下轄的一個區級行政單位，存在至1993年。

## 沿革[1]
1949年12月，鼎屏區人民政府成立。駐地設在鼎屏鎮場鎮，下轄菁拱、挹爽、解慍、延金、鼎屏5鄉1鎮。1950年7月，鼎屏區人民政府改稱第一區公所。1951年6月，第一區公所駐地遷到觀音鄉場鎮(現觀音橋中學處)，下轄菁拱、延金、觀音、復興4鄉。1953年4月，第一區公所駐地遷到平橋鄉場鎮(現平橋中學處)，下轄延金、同盟、金埡、觀音、新農、 城北、平橋、復興8個鄉。7月，增設新和鄉。9月，增轄長安、太平2個鄉。1954年3月，第一區公所駐地遷到鄰水城小學堂(現鄰水二中校處)。1956年1月，第一區公所改稱城北區公所，駐地設在雙河口康復醫院(現住院部)，下轄城北、西天、長安、梁板、解慍、延勝6個鄉，1958年9月後稱人民公社。1962年11月．解慍、梁板、西天3個人民公社劃歸新成 立的城南區管轄。1966年5月「文革」開始後，城北區公所工作受到干擾。1967年上海「一月風暴」後，區公所無法堅持工作，處於半癱瘓狀態。3月，在區人武部的支持下，建立了城北區生產辦公室，代行區公所職能。